# Família Champion
La família Champion fou una saga de músics francesos que arrenca dels germans Nicolas i Jacques, que el 1521 formaven part de la capella de Carles V com a cantors; el primer deixà un salm a sis veus que figura en dues col·leccions publicades a Nuremberg, respectivament el 1542 i 1569. Thomas Champion, conegut com a Mithou, que fou organista i professor d'espineta de Carles IX i Enric III; publicà Premier livre contenant soixante psaumes de David (París, 1561). Jacques Champion, fill de l'anterior i senyor de la Chapelle, heretà un lloc que transmeté al seu fill, dit també Jacques Champion de Chambonnières, que fou el més important de la família i el fundador de l'escola de pianistes i clavecinistes francesos. Era senyor de Chambonnières. Llurs coetanis feren grans elogis d'ell, especialment Huygens. Deixà dos toms d'obres de música de cambra, que figuren molt dignament en la història de la música francesa, publicats ambdós en l'any de la seva mort (1670).